# 星球大戰 絕地：組織殞落
《星球大戰 絕地：組織殞落》是一款於2019年出品的動作冒險電子遊戲，由Respawn Entertainment開發、美商藝電發行。故事設定在《星際大戰三部曲：西斯大帝的復仇》之後。遊戲於2019年11月15日在Microsoft Windows、PlayStation 4和Xbox One平台上推出，2020年11月24日於Google Stadia平台上推出，2021年6月11日於PlayStation 5和Xbox Series X/S平台上推出。同时也是艺电获得《星際大戰》游戏版权后的第三部作品。續集《星際大戰 絕地：倖存者》已於2023年4月28日推出。

## 概要
故事發生在66號密令後，玩家化身倖存的絕地學徒凱爾·克提斯（Cal Kestis，卡梅隆·莫納漢飾）。為了躲避追殺，隱姓埋名過著平凡的生活，但一次意外導致他使用了原力而引來帝國的追擊。凱爾在前絕地武士席兒·朱妲的相救下逃出生天，並與反抗帝國的有志之士們合作，同時重拾鍛鍊自己的原力與光劍技巧，成為真正的絕地武士好應付接踵而來的危機。

## 開發
2014年，史狄克·艾斯穆森加入Respawn Entertainment擔任遊戲總監，領導該工作室的第二個開發團隊。2018年5月，該項目被揭示為《星際大戰》宇宙中設置的第三人稱動作冒險遊戲。2018年6月，美商藝電在2018年E3電子娛樂展宣佈遊戲正在開發中，並在2019年4月舉行的星戰慶典上透露更多的內容。相比于之前的《星球大战》游戏，本作首次加入了对简体中文的支持。
撰寫《四海兄弟III》故事的亞倫·康崔拉斯（Aaron Contreras）領導了遊戲的敘事團隊，其中包括克里斯·阿維隆和其他四位編劇。該工作室還與盧卡斯影業合作創建新的角色和地點。

## 發行
遊戲於2019年11月15日在Microsoft Windows、PlayStation 4和Xbox One發售，2020年11月24日於Google Stadia平台上推出，2021年6月11日於PlayStation 5和Xbox Series X/S平台上推出。

## 評價
| 汇总媒体   | 得分                                |
| ---------- | ----------------------------------- |
| Metacritic | PC: 81/100 PS4: 79/100 XONE: 81/100 |

| 媒体          | 得分    |
| ------------- | ------- |
| Easy Allies   | 9.0/10  |
| Game Informer | 8.75/10 |
| GamesRadar+   | [ 15 ]  |
| GameSpot      | 8/10    |
| Giant Bomb    | [ 17 ]  |
| IGN           | 9/10    |

本作的探索体验广受好评。《Game Informer》的安德鲁·莱纳（Andrew Reiner）认为这是本作「最有趣的一点」，但他认为有些地方的设计太过「游戏化」，影响了游戏的沉浸感。
战斗系统受到了评论界的好评。莱纳指出，用光剑挥出的每一击都会带来巨大的冲击，而每次与敌人交战都必须慎重对待。

## 備註
1. ↑  PlayStation 5、Xbox Series X/S版由Panic Button（英语：Panic Button (company)）開發。

## 外部連結
- 官方网站